# فهرست سیارک‌ها (۲۰۰۱–۳۰۰۱)
فهرست سیارک‌ها (۲۰۰۱ - ۳۰۰۱) فهرست سیارک‌ها از ۲۰۰۱ تا ۳۰۰۱ است.
| نام  | نام انگلیسی      | تاریخ کشف       |
| ---- | ---------------- | --------------- |
| ۲۰۰۱ | Einstein         | ۵ مارس ۱۹۷۳     |
| ۲۰۰۲ | Euler            | ۲۹ اوت ۱۹۷۳     |
| ۲۰۰۳ | Harding          | ۲۴ سپتامبر ۱۹۶۰ |
| ۲۰۰۴ | Lexell           | ۲۲ سپتامبر ۱۹۷۳ |
| ۲۰۰۵ | Hencke           | ۲ سپتامبر ۱۹۷۳  |
| ۲۰۰۶ | Polonskaya       | ۲۲ سپتامبر ۱۹۷۳ |
| ۲۰۰۷ | McCuskey         | ۲۲ سپتامبر ۱۹۶۳ |
| ۲۰۰۸ | Konstitutsiya    | ۲۷ سپتامبر ۱۹۷۳ |
| ۲۰۰۹ | Voloshina        | ۲۲ اکتبر ۱۹۶۸   |
| ۲۰۱۰ | Chebyshev        | ۱۳ اکتبر ۱۹۶۹   |
| ۲۰۱۱ | Veteraniya       | ۳۰ اوت ۱۹۷۰     |
| ۲۰۱۱ | Veteraniya       | TE۲             |
| ۲۰۱۳ | Tucapel          | ۲۲ اکتبر ۱۹۷۱   |
| ۲۰۱۴ | Vasilevskis      | ۲ مه ۱۹۷۳       |
| ۲۰۱۵ | Kachuevskaya     | ۴ سپتامبر ۱۹۷۲  |
| ۲۰۱۶ | Heinemann        | ۱۸ سپتامبر ۱۹۳۸ |
| ۲۰۱۷ | Wesson           | ۲۰ سپتامبر ۱۹۰۳ |
| ۲۰۱۸ | Schuster         | ۱۷ اکتبر ۱۹۳۱   |
| ۲۰۱۸ | Schuster         | SX۱             |
| ۲۰۲۰ | Ukko             | ۱۸ مارس ۱۹۳۶    |
| ۲۰۲۱ | Poincare         | ۲۶ ژوئن ۱۹۳۶    |
| ۲۰۲۲ | West             | ۷ فوریه ۱۹۳۸    |
| ۲۰۲۳ | Asaph            | ۱۶ سپتامبر ۱۹۵۲ |
| ۲۰۲۴ | McLaughlin       | ۲۳ اکتبر ۱۹۵۲   |
| ۲۰۲۵ | Nortia           | ۶ ژوئن ۱۹۵۳     |
| ۲۰۲۶ | Cottrell         | ۳۰ مارس ۱۹۵۵    |
| ۲۰۲۶ | Cottrell         | VR۱             |
| ۲۰۲۸ | Janequeo         | ۱۸ ژوئیه ۱۹۶۸   |
| ۲۰۲۹ | Binomi           | ۱۱ سپتامبر ۱۹۶۹ |
| ۲۰۳۰ | Belyaev          | ۸ اکتبر ۱۹۶۹    |
| ۲۰۳۱ | BAM              | ۸ اکتبر ۱۹۶۹    |
| ۲۰۳۲ | Ethel            | ۳۰ ژوئیه ۱۹۷۰   |
| ۲۰۳۳ | Basilea          | ۶ فوریه ۱۹۷۳    |
| ۲۰۳۴ | Bernoulli        | ۵ مارس ۱۹۷۳     |
| ۲۰۳۵ | Stearns          | ۲۱ سپتامبر ۱۹۷۳ |
| ۲۰۳۶ | Sheragul         | ۲۲ سپتامبر ۱۹۷۳ |
| ۲۰۳۷ | Tripaxeptalis    | ۲۵ اکتبر ۱۹۷۳   |
| ۲۰۳۸ | Bistro           | ۲۴ نوامبر ۱۹۷۳  |
| ۲۰۳۹ | Payne-Gaposchkin | ۱۴ فوریه ۱۹۷۴   |
| ۲۰۴۰ | Chalonge         | ۱۹ آوریل ۱۹۷۴   |
| ۲۰۴۱ | Lancelot         | ۲۴ سپتامبر ۱۹۶۰ |
| ۲۰۴۲ | Sitarski         | ۲۴ سپتامبر ۱۹۶۰ |
| ۲۰۴۳ | Ortutay          | ۱۲ نوامبر ۱۹۳۶  |
| ۲۰۴۴ | Wirt             | ۸ نوامبر ۱۹۵۰   |
| ۲۰۴۵ | Peking           | ۸ اکتبر ۱۹۶۴    |
| ۲۰۴۶ | Leningrad        | ۲۲ اکتبر ۱۹۶۸   |
| ۲۰۴۷ | Smetana          | ۲۶ اکتبر ۱۹۷۱   |
| ۲۰۴۸ | Dwornik          | ۲۷ اوت ۱۹۷۳     |
| ۲۰۴۹ | Grietje          | ۲۹ سپتامبر ۱۹۷۳ |
| ۲۰۵۰ | Francis          | ۲۸ مه ۱۹۷۴      |
| ۲۰۵۱ | Chang            | ۲۳ اکتبر ۱۹۷۶   |
| ۲۰۵۲ | Tamriko          | ۲۴ اکتبر ۱۹۷۶   |
| ۲۰۵۳ | Nuki             | ۲۴ اکتبر ۱۹۷۶   |
| ۲۰۵۴ | Gawain           | ۲۴ سپتامبر ۱۹۶۰ |
| ۲۰۵۵ | Dvorak           | ۱۹ فوریه ۱۹۷۴   |
| ۲۰۵۶ | Nancy            | ۱۵ اکتبر ۱۹۰۹   |
| ۲۰۵۷ | Rosemary         | ۷ سپتامبر ۱۹۳۴  |
| ۲۰۵۸ | Roka             | ۲۲ ژانویه ۱۹۳۸  |
| ۲۰۵۹ | Baboquivari      | ۱۶ اکتبر ۱۹۶۳   |
| ۲۰۶۰ | Chiron           | ۱۸ اکتبر ۱۹۷۷   |
| ۲۰۶۱ | Anza             | ۲۲ اکتبر ۱۹۶۰   |
| ۲۰۶۲ | Aten             | ۷ ژانویه ۱۹۷۶   |
| ۲۰۶۳ | Bacchus          | ۲۴ آوریل ۱۹۷۷   |
| ۲۰۶۴ | Thomsen          | ۸ سپتامبر ۱۹۴۲  |
| ۲۰۶۵ | Spicer           | ۹ سپتامبر ۱۹۵۹  |
| ۲۰۶۶ | Palala           | ۴ ژوئن ۱۹۳۴     |
| ۲۰۶۷ | Aksnes           | ۲۳ فوریه ۱۹۳۶   |
| ۲۰۶۸ | Dangreen         | ۸ ژانویه ۱۹۴۸   |
| ۲۰۶۹ | Hubble           | ۲۹ مارس ۱۹۵۵    |
| ۲۰۷۰ | Humason          | ۱۴ اکتبر ۱۹۶۴   |
| ۲۰۷۱ | Nadezhda         | ۱۸ اوت ۱۹۷۱     |
| ۲۰۷۲ | Kosmodemyanskaya | ۳۱ اوت ۱۹۷۳     |
| ۲۰۷۳ | Janacek          | ۱۹ فوریه ۱۹۷۴   |
| ۲۰۷۴ | Shoemaker        | ۱۷ اکتبر ۱۹۷۴   |
| ۲۰۷۵ | Martinez         | ۹ نوامبر ۱۹۷۴   |
| ۲۰۷۶ | Levin            | ۱۶ نوامبر ۱۹۷۴  |
| ۲۰۷۷ | Kiangsu          | ۱۸ دسامبر ۱۹۷۴  |
| ۲۰۷۸ | Nanking          | ۱۲ ژانویه ۱۹۷۵  |
| ۲۰۷۹ | Jacchia          | ۲۳ فوریه ۱۹۷۶   |
| ۲۰۸۰ | Jihlava          | ۲۷ فوریه ۱۹۷۶   |
| ۲۰۸۱ | Sazava           | ۲۷ فوریه ۱۹۷۶   |
| ۲۰۸۲ | Galahad          | ۱۷ اکتبر ۱۹۶۰   |
| ۲۰۸۳ | Smither          | ۲۹ نوامبر ۱۹۷۳  |
| ۲۰۸۴ | Okayama          | ۷ فوریه ۱۹۳۵    |
| ۲۰۸۵ | Henan            | ۲۰ دسامبر ۱۹۶۵  |
| ۲۰۸۶ | Newell           | ۲۰ ژانویه ۱۹۶۶  |
| ۲۰۸۷ | Kochera          | ۲۸ دسامبر ۱۹۷۵  |
| ۲۰۸۸ | Sahlia           | ۲۷ فوریه ۱۹۷۶   |
| ۲۰۸۹ | Cetacea          | ۹ نوامبر ۱۹۷۷   |
| ۲۰۹۰ | Mizuho           | ۱۲ مارس ۱۹۷۸    |
| ۲۰۹۱ | Sampo            | ۲۶ آوریل ۱۹۴۱   |
| ۲۰۹۲ | Sumiana          | ۱۶ اکتبر ۱۹۶۹   |
| ۲۰۹۳ | Genichesk        | ۲۸ آوریل ۱۹۷۱   |
| ۲۰۹۴ | Magnitka         | ۱۲ اکتبر ۱۹۷۱   |
| ۲۰۹۵ | Parsifal         | ۲۴ سپتامبر ۱۹۶۰ |
| ۲۰۹۶ | Vaino            | ۱۸ اکتبر ۱۹۳۹   |
| ۲۰۹۷ | Galle            | ۱۱ اوت ۱۹۵۳     |
| ۲۰۹۸ | Zyskin           | ۱۸ اوت ۱۹۷۲     |
| ۲۰۹۹ | Opik             | ۸ نوامبر ۱۹۷۷   |
| ۲۱۰۰ | Ra-Shalom        | ۱۰ سپتامبر ۱۹۷۸ |
| ۲۱۰۱ | Adonis           | ۱۲ فوریه ۱۹۳۶   |
| ۲۱۰۲ | Tantalus         | ۲۷ دسامبر ۱۹۷۵  |
| ۲۱۰۳ | Laverna          | ۲۰ مارس ۱۹۶۰    |
| ۲۱۰۴ | Toronto          | ۱۵ اوت ۱۹۶۳     |
| ۲۱۰۵ | Gudy             | ۲۹ فوریه ۱۹۷۶   |
| ۲۱۰۶ | Hugo             | ۲۱ اکتبر ۱۹۳۶   |
| ۲۱۰۷ | Ilmari           | ۱۲ نوامبر ۱۹۴۱  |
| ۲۱۰۷ | Ilmari           | TR۱             |
| ۲۱۰۹ | Dhotel           | ۱۳ اکتبر ۱۹۵۰   |
| ۲۱۱۰ | Moore-Sitterly   | ۷ سپتامبر ۱۹۶۲  |
| ۲۱۱۱ | Tselina          | ۱۳ ژوئن ۱۹۶۹    |
| ۲۱۱۲ | Ulyanov          | ۱۳ ژوئیه ۱۹۷۲   |
| ۲۱۱۳ | Ehrdni           | ۱۱ سپتامبر ۱۹۷۲ |
| ۲۱۱۴ | Wallenquist      | ۱۹ آوریل ۱۹۷۶   |
| ۲۱۱۵ | Irakli           | ۲۴ اکتبر ۱۹۷۶   |
| ۲۱۱۶ | Mtskheta         | ۲۴ اکتبر ۱۹۷۶   |
| ۲۱۱۷ | Danmark          | ۹ ژانویه ۱۹۷۸   |
| ۲۱۱۸ | Flagstaff        | ۵ اوت ۱۹۷۸      |
| ۲۱۱۹ | Schwall          | ۳۰ اوت ۱۹۳۰     |
| ۲۱۲۰ | Tyumenia         | ۹ سپتامبر ۱۹۶۷  |
| ۲۱۲۱ | Sevastopol       | ۲۷ ژوئن ۱۹۷۱    |
| ۲۱۲۲ | Pyatiletka       | ۱۴ دسامبر ۱۹۷۱  |
| ۲۱۲۳ | Vltava           | ۲۲ سپتامبر ۱۹۷۳ |
| ۲۱۲۴ | Nissen           | ۲۰ ژوئن ۱۹۷۴    |
| ۲۱۲۵ | Karl-Ontjes      | ۲۴ سپتامبر ۱۹۶۰ |
| ۲۱۲۶ | Gerasimovich     | ۳۰ اوت ۱۹۷۰     |
| ۲۱۲۷ | Tanya            | ۲۹ مه ۱۹۷۱      |
| ۲۱۲۸ | Wetherill        | ۲۶ سپتامبر ۱۹۷۳ |
| ۲۱۲۹ | Cosicosi         | ۲۷ سپتامبر ۱۹۷۳ |
| ۲۱۳۰ | Evdokiya         | ۲۲ اوت ۱۹۷۴     |
| ۲۱۳۱ | Mayall           | ۳ سپتامبر ۱۹۷۵  |
| ۲۱۳۲ | Zhukov           | ۳ اکتبر ۱۹۷۵    |
| ۲۱۳۳ | Franceswright    | ۲۰ نوامبر ۱۹۷۶  |
| ۲۱۳۴ | Dennispalm       | ۲۴ دسامبر ۱۹۷۶  |
| ۲۱۳۵ | Aristaeus        | ۱۷ آوریل ۱۹۷۷   |
| ۲۱۳۶ | Jugta            | ۲۴ ژوئیه ۱۹۳۳   |
| ۲۱۳۷ | Priscilla        | ۲۴ اوت ۱۹۳۶     |
| ۲۱۳۸ | Swissair         | ۱۷ آوریل ۱۹۶۸   |
| ۲۱۳۹ | Makharadze       | ۳۰ ژوئن ۱۹۷۰    |
| ۲۱۴۰ | Kemerovo         | ۳ اوت ۱۹۷۰      |
| ۲۱۴۱ | Simferopol       | ۳۰ اوت ۱۹۷۰     |
| ۲۱۴۲ | Landau           | ۳ آوریل ۱۹۷۲    |
| ۲۱۴۳ | Jimarnold        | ۲۶ سپتامبر ۱۹۷۳ |
| ۲۱۴۴ | Marietta         | ۱۸ ژانویه ۱۹۷۵  |
| ۲۱۴۵ | Blaauw           | ۲۴ اکتبر ۱۹۷۶   |
| ۲۱۴۶ | Stentor          | ۲۴ اکتبر ۱۹۷۶   |
| ۲۱۴۷ | Kharadze         | ۲۵ اکتبر ۱۹۷۶   |
| ۲۱۴۸ | Epeios           | ۲۴ اکتبر ۱۹۷۶   |
| ۲۱۴۹ | Schwambraniya    | ۲۲ مارس ۱۹۷۷    |
| ۲۱۵۰ | Nyctimene        | ۱۳ اکتبر ۱۹۷۷   |
| ۲۱۵۱ | Hadwiger         | ۳ نوامبر ۱۹۷۷   |
| ۲۱۵۲ | Hannibal         | ۱۹ نوامبر ۱۹۷۸  |
| ۲۱۵۳ | Akiyama          | ۱ دسامبر ۱۹۷۸   |
| ۲۱۵۴ | Underhill        | ۲۴ سپتامبر ۱۹۶۰ |
| ۲۱۵۵ | Wodan            | ۲۴ سپتامبر ۱۹۶۰ |
| ۲۱۵۶ | Kate             | ۲۳ سپتامبر ۱۹۱۷ |
| ۲۱۵۷ | Ashbrook         | ۷ مارس ۱۹۲۴     |
| ۲۱۵۸ | Tietjen          | ۲۴ ژوئیه ۱۹۳۳   |
| ۲۱۵۹ | Kukkamaki        | ۱۶ اکتبر ۱۹۴۱   |
| ۲۱۶۰ | Spitzer          | ۷ سپتامبر ۱۹۵۶  |
| ۲۱۶۱ | Grissom          | ۱۷ اکتبر ۱۹۶۳   |
| ۲۱۶۲ | Anhui            | ۳۰ ژانویه ۱۹۶۶  |
| ۲۱۶۳ | Korczak          | ۱۶ سپتامبر ۱۹۷۱ |
| ۲۱۶۴ | Lyalya           | ۱۱ سپتامبر ۱۹۷۲ |
| ۲۱۶۵ | Young            | ۷ سپتامبر ۱۹۵۶  |
| ۲۱۶۶ | Handahl          | ۱۳ اوت ۱۹۳۶     |
| ۲۱۶۷ | Erin             | ۱ ژوئن ۱۹۷۱     |
| ۲۱۶۸ | Swope            | ۱۴ سپتامبر ۱۹۵۵ |
| ۲۱۶۹ | Taiwan           | ۹ نوامبر ۱۹۶۴   |
| ۲۱۷۰ | Byelorussia      | ۱۶ سپتامبر ۱۹۷۱ |
| ۲۱۷۱ | Kiev             | ۲۸ اوت ۱۹۷۳     |
| ۲۱۷۲ | Plavsk           | ۳۱ اوت ۱۹۷۳     |
| ۲۱۷۳ | Maresjev         | ۲۲ اوت ۱۹۷۴     |
| ۲۱۷۴ | Asmodeus         | ۸ اکتبر ۱۹۷۵    |
| ۲۱۷۴ | Asmodeus         | TY              |
| ۲۱۷۶ | Donar            | ۲۴ سپتامبر ۱۹۶۰ |
| ۲۱۷۷ | Oliver           | ۲۴ سپتامبر ۱۹۶۰ |
| ۲۱۷۸ | Kazakhstania     | ۱۱ سپتامبر ۱۹۷۲ |
| ۲۱۷۹ | Platzeck         | ۲۸ ژوئن ۱۹۶۵    |
| ۲۱۸۰ | Marjaleena       | ۸ سپتامبر ۱۹۴۰  |
| ۲۱۸۱ | Fogelin          | ۲۸ دسامبر ۱۹۴۲  |
| ۲۱۸۲ | Semirot          | ۲۱ مارس ۱۹۵۳    |
| ۲۱۸۳ | Neufang          | ۲۶ ژوئیه ۱۹۵۹   |
| ۲۱۸۴ | Fujian           | ۹ اکتبر ۱۹۶۴    |
| ۲۱۸۵ | Guangdong        | ۲۰ نوامبر ۱۹۶۵  |
| ۲۱۸۶ | Keldysh          | ۲۷ سپتامبر ۱۹۷۳ |
| ۲۱۸۶ | Keldysh          | UH              |
| ۲۱۸۸ | Orlenok          | ۲۸ اکتبر ۱۹۷۶   |
| ۲۱۸۹ | Zaragoza         | ۳۰ اوت ۱۹۷۵     |
| ۲۱۹۰ | Coubertin        | ۲ آوریل ۱۹۷۶    |
| ۲۱۹۱ | Uppsala          | ۶ اوت ۱۹۷۷      |
| ۲۱۹۲ | Pyatigoriya      | ۱۸ آوریل ۱۹۷۲   |
| ۲۱۹۳ | Jackson          | ۱۸ مه ۱۹۲۶      |
| ۲۱۹۴ | Arpola           | ۳ آوریل ۱۹۴۰    |
| ۲۱۹۵ | Tengstrom        | ۲۷ سپتامبر ۱۹۴۱ |
| ۲۱۹۶ | Ellicott         | ۲۹ ژانویه ۱۹۶۵  |
| ۲۱۹۷ | Shanghai         | ۳۰ دسامبر ۱۹۶۵  |
| ۲۱۹۸ | Ceplecha         | ۷ نوامبر ۱۹۷۵   |
| ۲۱۹۹ | Klet             | ۶ ژوئن ۱۹۷۸     |
| ۲۲۰۰ | Pasadena         | ۲۴ سپتامبر ۱۹۶۰ |
| ۲۲۰۱ | Oljato           | ۱۲ دسامبر ۱۹۴۷  |
| ۲۲۰۲ | Pele             | ۷ سپتامبر ۱۹۷۲  |
| ۲۲۰۲ | Pele             | SQ۱             |
| ۲۲۰۴ | Lyyli            | ۳ مارس ۱۹۴۳     |
| ۲۲۰۵ | Glinka           | ۲۷ سپتامبر ۱۹۷۳ |
| ۲۲۰۶ | Gabrova          | ۱ آوریل ۱۹۷۶    |
| ۲۲۰۷ | Antenor          | ۱۹ اوت ۱۹۷۷     |
| ۲۲۰۸ | Pushkin          | ۲۲ اوت ۱۹۷۷     |
| ۲۲۰۹ | Tianjin          | ۲۸ اکتبر ۱۹۷۸   |
| ۲۲۱۰ | Lois             | ۲۴ سپتامبر ۱۹۶۰ |
| ۲۲۱۱ | Hanuman          | ۲۶ نوامبر ۱۹۵۱  |
| ۲۲۱۲ | Hephaistos       | ۲۷ سپتامبر ۱۹۷۸ |
| ۲۲۱۳ | Meeus            | ۲۴ سپتامبر ۱۹۳۵ |
| ۲۲۱۴ | Carol            | ۷ آوریل ۱۹۵۳    |
| ۲۲۱۵ | Sichuan          | ۱۲ نوامبر ۱۹۶۴  |
| ۲۲۱۶ | Kerch            | ۱۲ ژوئن ۱۹۷۱    |
| ۲۲۱۷ | Eltigen          | ۲۶ سپتامبر ۱۹۷۱ |
| ۲۲۱۸ | Wotho            | ۱۰ ژانویه ۱۹۷۵  |
| ۲۲۱۹ | Mannucci         | ۱۳ ژوئن ۱۹۷۵    |
| ۲۲۲۰ | Hicks            | ۴ نوامبر ۱۹۷۵   |
| ۲۲۲۱ | Chilton          | ۲۵ اوت ۱۹۷۶     |
| ۲۲۲۲ | Lermontov        | ۱۹ سپتامبر ۱۹۷۷ |
| ۲۲۲۳ | Sarpedon         | ۴ اکتبر ۱۹۷۷    |
| ۲۲۲۴ | Tucson           | ۲۴ سپتامبر ۱۹۶۰ |
| ۲۲۲۵ | Serkowski        | ۲۴ سپتامبر ۱۹۶۰ |
| ۲۲۲۶ | Cunitza          | ۲۶ اوت ۱۹۳۶     |
| ۲۲۲۶ | Cunitza          | RX              |
| ۲۲۲۸ | Soyuz-Apollo     | ۱۹ ژوئیه ۱۹۷۷   |
| ۲۲۲۹ | Mezzarco         | ۷ سپتامبر ۱۹۷۷  |
| ۲۲۳۰ | Yunnan           | ۲۹ اکتبر ۱۹۷۸   |
| ۲۲۳۱ | Durrell          | ۲۱ سپتامبر ۱۹۴۱ |
| ۲۲۳۲ | Altaj            | ۱۵ سپتامبر ۱۹۶۹ |
| ۲۲۳۳ | Kuznetsov        | ۳ دسامبر ۱۹۷۲   |
| ۲۲۳۴ | Schmadel         | ۲۷ آوریل ۱۹۷۷   |
| ۲۲۳۵ | Vittore          | ۵ آوریل ۱۹۲۴    |
| ۲۲۳۶ | Austrasia        | ۲۳ مارس ۱۹۳۳    |
| ۲۲۳۷ | Melnikov         | ۲ اکتبر ۱۹۳۸    |
| ۲۲۳۸ | Steshenko        | ۱۱ سپتامبر ۱۹۷۲ |
| ۲۲۳۹ | Paracelsus       | ۱۳ سپتامبر ۱۹۷۸ |
| ۲۲۴۰ | Tsai             | ۳۰ دسامبر ۱۹۷۸  |
| ۲۲۴۱ | Alcathous        | ۲۲ نوامبر ۱۹۷۹  |
| ۲۲۴۲ | Balaton          | ۱۳ اکتبر ۱۹۳۶   |
| ۲۲۴۳ | Lonnrot          | ۲۵ سپتامبر ۱۹۴۱ |
| ۲۲۴۴ | Tesla            | ۲۲ اکتبر ۱۹۵۲   |
| ۲۲۴۵ | Hekatostos       | ۲۴ ژانویه ۱۹۶۸  |
| ۲۲۴۶ | Bowell           | ۱۴ دسامبر ۱۹۷۹  |
| ۲۲۴۷ | Hiroshima        | ۲۴ سپتامبر ۱۹۶۰ |
| ۲۲۴۸ | Kanda            | ۲۷ فوریه ۱۹۳۳   |
| ۲۲۴۹ | Yamamoto         | ۶ آوریل ۱۹۴۲    |
| ۲۲۵۰ | Stalingrad       | ۱۸ آوریل ۱۹۷۲   |
| ۲۲۵۱ | Tikhov           | ۱۹ سپتامبر ۱۹۷۷ |
| ۲۲۵۲ | CERGA            | ۱ نوامبر ۱۹۷۸   |
| ۲۲۵۳ | Espinette        | ۳۰ ژوئیه ۱۹۳۲   |
| ۲۲۵۴ | Requiem          | ۱۹ اوت ۱۹۷۷     |
| ۲۲۵۵ | Qinghai          | ۳ نوامبر ۱۹۷۷   |
| ۲۲۵۶ | Wisniewski       | ۲۴ سپتامبر ۱۹۶۰ |
| ۲۲۵۷ | Kaarina          | ۱۸ اوت ۱۹۳۹     |
| ۲۲۵۸ | Viipuri          | ۷ اکتبر ۱۹۳۹    |
| ۲۲۵۹ | Sofievka         | ۱۹ ژوئیه ۱۹۷۱   |
| ۲۲۶۰ | Neoptolemus      | ۲۶ نوامبر ۱۹۷۵  |
| ۲۲۶۱ | Keeler           | ۲۰ آوریل ۱۹۷۷   |
| ۲۲۶۲ | Mitidika         | ۱۰ سپتامبر ۱۹۷۸ |
| ۲۲۶۳ | Shaanxi          | ۳۰ اکتبر ۱۹۷۸   |
| ۲۲۶۴ | Sabrina          | ۱۶ دسامبر ۱۹۷۹  |
| ۲۲۶۵ | Verbaandert      | ۱۷ فوریه ۱۹۵۰   |
| ۲۲۶۶ | Tchaikovsky      | ۱۲ نوامبر ۱۹۷۴  |
| ۲۲۶۷ | Agassiz          | ۹ سپتامبر ۱۹۷۷  |
| ۲۲۶۸ | Szmytowna        | ۶ نوامبر ۱۹۴۲   |
| ۲۲۶۹ | Efremiana        | ۲ مه ۱۹۷۶       |
| ۲۲۷۰ | Yazhi            | ۱۴ مارس ۱۹۸۰    |
| ۲۲۷۱ | Kiso             | ۲۲ اکتبر ۱۹۷۶   |
| ۲۲۷۲ | Montezuma        | ۱۶ مارس ۱۹۷۲    |
| ۲۲۷۳ | Yarilo           | ۶ مارس ۱۹۷۵     |
| ۲۲۷۴ | Ehrsson          | ۲ مارس ۱۹۷۶     |
| ۲۲۷۵ | Cuitlahuac       | ۱۶ ژوئن ۱۹۷۹    |
| ۲۲۷۶ | Warck            | ۱۸ اوت ۱۹۳۳     |
| ۲۲۷۷ | Moreau           | ۱۸ فوریه ۱۹۵۰   |
| ۲۲۷۸ | Gotz             | ۷ آوریل ۱۹۵۳    |
| ۲۲۷۹ | Barto            | ۲۵ فوریه ۱۹۶۸   |
| ۲۲۸۰ | Kunikov          | ۲۶ سپتامبر ۱۹۷۱ |
| ۲۲۸۱ | Biela            | ۲۶ اکتبر ۱۹۷۱   |
| ۲۲۸۱ | Biela            | FE              |
| ۲۲۸۳ | Bunke            | ۲۶ سپتامبر ۱۹۷۴ |
| ۲۲۸۳ | Bunke            | TG۱             |
| ۲۲۸۳ | Bunke            | QB              |
| ۲۲۸۶ | Fesenkov         | ۱۴ ژوئیه ۱۹۷۷   |
| ۲۲۸۷ | Kalmykia         | ۲۲ اوت ۱۹۷۷     |
| ۲۲۸۸ | Karolinum        | ۱۹ اکتبر ۱۹۷۹   |
| ۲۲۸۹ | McMillan         | ۲۴ سپتامبر ۱۹۶۰ |
| ۲۲۹۰ | Helffrich        | ۱۴ فوریه ۱۹۳۲   |
| ۲۲۹۱ | Kevo             | ۱۹ مارس ۱۹۴۱    |
| ۲۲۹۲ | Seili            | ۷ سپتامبر ۱۹۴۲  |
| ۲۲۹۳ | Guernica         | ۱۳ مارس ۱۹۷۷    |
| ۲۲۹۴ | Andronikov       | ۱۴ اوت ۱۹۷۷     |
| ۲۲۹۵ | Matusovskij      | ۱۹ اوت ۱۹۷۷     |
| ۲۲۹۶ | Kugultinov       | ۱۸ ژانویه ۱۹۷۵  |
| ۲۲۹۷ | Daghestan        | ۱ سپتامبر ۱۹۷۸  |
| ۲۲۹۸ | Cindijon         | ۲ اکتبر ۱۹۱۵    |
| ۲۲۹۹ | Hanko            | ۲۵ سپتامبر ۱۹۴۱ |
| ۲۳۰۰ | Stebbins         | ۱۰ اکتبر ۱۹۵۳   |
| ۲۳۰۱ | Whitford         | ۲۰ نوامبر ۱۹۶۵  |
| ۲۳۰۲ | Florya           | ۲ اکتبر ۱۹۷۲    |
| ۲۳۰۳ | Retsina          | ۲۴ مارس ۱۹۷۹    |
| ۲۳۰۴ | Slavia           | ۱۸ مه ۱۹۷۹      |
| ۲۳۰۵ | King             | ۱۲ سپتامبر ۱۹۸۰ |
| ۲۳۰۶ | Bauschinger      | ۱۵ اوت ۱۹۳۹     |
| ۲۳۰۷ | Garuda           | ۱۸ آوریل ۱۹۵۷   |
| ۲۳۰۸ | Schilt           | ۶ مه ۱۹۶۷       |
| ۲۳۰۸ | Schilt           | QX۱             |
| ۲۳۱۰ | Olshaniya        | ۲۶ سپتامبر ۱۹۷۴ |
| ۲۳۱۰ | Olshaniya        | TA۱             |
| ۲۳۱۲ | Duboshin         | ۱ آوریل ۱۹۷۶    |
| ۲۳۱۳ | Aruna            | ۱۵ اکتبر ۱۹۷۶   |
| ۲۳۱۴ | Field            | ۱۲ نوامبر ۱۹۷۷  |
| ۲۳۱۵ | Czechoslovakia   | ۱۹ فوریه ۱۹۸۰   |
| ۲۳۱۶ | Jo-Ann           | ۲ سپتامبر ۱۹۸۰  |
| ۲۳۱۷ | Galya            | ۲۴ سپتامبر ۱۹۶۰ |
| ۲۳۱۸ | Lubarsky         | ۲۴ سپتامبر ۱۹۶۰ |
| ۲۳۱۹ | Aristides        | ۱۷ اکتبر ۱۹۶۰   |
| ۲۳۲۰ | Blarney          | ۲۹ اوت ۱۹۷۹     |
| ۲۳۲۱ | Luznice          | ۱۹ فوریه ۱۹۸۰   |
| ۲۳۲۱ | Luznice          | UQ۲             |
| ۲۳۲۳ | Zverev           | ۲۴ سپتامبر ۱۹۷۶ |
| ۲۳۲۴ | Janice           | ۷ نوامبر ۱۹۷۸   |
| ۲۳۲۵ | Chernykh         | ۲۵ سپتامبر ۱۹۷۹ |
| ۲۳۲۶ | Tololo           | ۲۹ اوت ۱۹۶۵     |
| ۲۳۲۷ | Gershberg        | ۱۳ اکتبر ۱۹۶۹   |
| ۲۳۲۸ | Robeson          | ۱۹ آوریل ۱۹۷۲   |
| ۲۳۲۹ | Orthos           | ۱۹ نوامبر ۱۹۷۶  |
| ۲۳۳۰ | Ontake           | ۱۸ فوریه ۱۹۷۷   |
| ۲۳۳۱ | Parvulesco       | ۱۲ مارس ۱۹۳۶    |
| ۲۳۳۲ | Kalm             | ۴ آوریل ۱۹۴۰    |
| ۲۳۳۳ | Porthan          | ۳ مارس ۱۹۴۳     |
| ۲۳۳۴ | Cuffey           | ۲۷ آوریل ۱۹۶۲   |
| ۲۳۳۵ | James            | ۱۷ اکتبر ۱۹۷۴   |
| ۲۳۳۶ | Xinjiang         | ۲۶ نوامبر ۱۹۷۵  |
| ۲۳۳۷ | Boubin           | ۲۲ اکتبر ۱۹۷۶   |
| ۲۳۳۸ | Bokhan           | ۲۲ اوت ۱۹۷۷     |
| ۲۳۳۹ | Anacreon         | ۲۴ سپتامبر ۱۹۶۰ |
| ۲۳۴۰ | Hathor           | ۲۲ اکتبر ۱۹۷۶   |
| ۲۳۴۱ | Aoluta           | ۱۶ دسامبر ۱۹۷۶  |
| ۲۳۴۲ | Lebedev          | ۲۲ اکتبر ۱۹۶۸   |
| ۲۳۴۲ | Lebedev          | MD۴             |
| ۲۳۴۴ | Xizang           | ۲۷ سپتامبر ۱۹۷۹ |
| ۲۳۴۵ | Fucik            | ۲۵ ژوئیه ۱۹۷۴   |
| ۲۳۴۶ | Lilio            | ۵ فوریه ۱۹۳۴    |
| ۲۳۴۷ | Vinata           | ۷ اکتبر ۱۹۳۶    |
| ۲۳۴۸ | Michkovitch      | ۱۰ ژانویه ۱۹۳۹  |
| ۲۳۴۹ | Kurchenko        | ۳۰ ژوئیه ۱۹۷۰   |
| ۲۳۴۹ | Kurchenko        | CG              |
| ۲۳۵۱ | O'Higgins        | ۳ نوامبر ۱۹۶۴   |
| ۲۳۵۲ | Kurchatov        | ۱۰ سپتامبر ۱۹۶۹ |
| ۲۳۵۳ | Alva             | ۲۷ اکتبر ۱۹۷۵   |
| ۲۳۵۴ | Lavrov           | ۹ اوت ۱۹۷۸      |
| ۲۳۵۴ | Lavrov           | UV۱             |
| ۲۳۵۶ | Hirons           | ۱۷ اکتبر ۱۹۷۹   |
| ۲۳۵۷ | Phereclos        | ۱ ژانویه ۱۹۸۱   |
| ۲۳۵۸ | Bahner           | ۲ سپتامبر ۱۹۲۹  |
| ۲۳۵۹ | Debehogne        | ۵ اکتبر ۱۹۳۱    |
| ۲۳۶۰ | Volgo-Don        | ۲ نوامبر ۱۹۷۵   |
| ۲۳۶۱ | Gogol            | ۱ آوریل ۱۹۷۶    |
| ۲۳۶۱ | Gogol            | SH۲             |
| ۲۳۶۳ | Cebriones        | ۴ اکتبر ۱۹۷۷    |
| ۲۳۶۴ | Seillier         | ۱۴ آوریل ۱۹۷۸   |
| ۲۳۶۵ | Interkosmos      | ۳۰ دسامبر ۱۹۸۰  |
| ۲۳۶۶ | Aaryn            | ۱۰ ژانویه ۱۹۸۱  |
| ۲۳۶۷ | Praha            | ۸ ژانویه ۱۹۸۱   |
| ۲۳۶۸ | Beltrovata       | ۴ سپتامبر ۱۹۷۷  |
| ۲۳۶۹ | Chekhov          | ۴ آوریل ۱۹۷۶    |
| ۲۳۶۹ | Chekhov          | LA              |
| ۲۳۷۱ | Dimitrov         | ۲ نوامبر ۱۹۷۵   |
| ۲۳۷۲ | Proskurin        | ۱۳ سپتامبر ۱۹۷۷ |
| ۲۳۷۳ | Immo             | ۴ اوت ۱۹۲۹      |
| ۲۳۷۴ | Vladvysotskij    | ۲۲ اوت ۱۹۷۴     |
| ۲۳۷۵ | Radek            | ۸ ژانویه ۱۹۷۵   |
| ۲۳۷۶ | Martynov         | ۲۲ اوت ۱۹۷۷     |
| ۲۳۷۷ | Shcheglov        | ۳۱ اوت ۱۹۷۸     |
| ۲۳۷۸ | Pannekoek        | ۱۳ فوریه ۱۹۳۵   |
| ۲۳۷۹ | Heiskanen        | ۲۱ سپتامبر ۱۹۴۱ |
| ۲۳۸۰ | Heilongjiang     | ۱۸ سپتامبر ۱۹۶۵ |
| ۲۳۸۱ | Landi            | ۳ ژانویه ۱۹۷۶   |
| ۲۳۸۲ | Nonie            | ۱۳ آوریل ۱۹۷۷   |
| ۲۳۸۳ | Bradley          | ۵ آوریل ۱۹۸۱    |
| ۲۳۸۴ | Schulhof         | ۲ مارس ۱۹۴۳     |
| ۲۳۸۵ | Mustel           | ۱۱ نوامبر ۱۹۶۹  |
| ۲۳۸۶ | Nikonov          | ۱۹ سپتامبر ۱۹۷۴ |
| ۲۳۸۷ | Xi'an            | ۱۷ مارس ۱۹۷۵    |
| ۲۳۸۸ | Gase             | ۱۳ مارس ۱۹۷۷    |
| ۲۳۸۹ | Dibaj            | ۱۹ اوت ۱۹۷۷     |
| ۲۳۹۰ | Nezarka          | ۱۴ اوت ۱۹۸۰     |
| ۲۳۹۱ | Tomita           | ۹ ژانویه ۱۹۵۷   |
| ۲۳۹۱ | Tomita           | MN۱             |
| ۲۳۹۳ | Suzuki           | ۱۷ نوامبر ۱۹۵۵  |
| ۲۳۹۴ | Nadeev           | ۲۲ سپتامبر ۱۹۷۳ |
| ۲۳۹۵ | Aho              | ۱۷ مارس ۱۹۷۷    |
| ۲۳۹۶ | Kochi            | ۹ فوریه ۱۹۸۱    |
| ۲۳۹۷ | Lappajarvi       | ۲۲ فوریه ۱۹۳۸   |
| ۲۳۹۸ | Jilin            | ۲۴ اکتبر ۱۹۶۵   |
| ۲۳۹۹ | Terradas         | ۱۷ ژوئن ۱۹۷۱    |
| ۲۴۰۰ | Derevskaya       | ۱۷ مه ۱۹۷۲      |
| ۲۴۰۱ | Aehlita          | ۲ نوامبر ۱۹۷۵   |
| ۲۴۰۲ | Satpaev          | ۳۱ ژوئیه ۱۹۷۹   |
| ۲۴۰۳ | Sumava           | ۲۵ سپتامبر ۱۹۷۹ |
| ۲۴۰۴ | Antarctica       | ۱ اکتبر ۱۹۸۰    |
| ۲۴۰۵ | Welch            | ۱۸ اکتبر ۱۹۶۳   |
| ۲۴۰۶ | Orelskaya        | ۲۰ اوت ۱۹۶۶     |
| ۲۴۰۷ | Haug             | ۲۷ فوریه ۱۹۷۳   |
| ۲۴۰۸ | Astapovich       | ۳۱ اوت ۱۹۷۸     |
| ۲۴۰۹ | Chapman          | ۱۷ اکتبر ۱۹۷۹   |
| ۲۴۱۰ | Morrison         | ۳ ژانویه ۱۹۸۱   |
| ۲۴۱۱ | Zellner          | ۳ مه ۱۹۸۱       |
| ۲۴۱۲ | Wil              | ۱۷ اکتبر ۱۹۶۰   |
| ۲۴۱۲ | Wil              | ۶۸۱۶            |
| ۲۴۱۴ | Vibeke           | ۱۸ اکتبر ۱۹۳۱   |
| ۲۴۱۵ | Ganesa           | ۲۸ اکتبر ۱۹۷۸   |
| ۲۴۱۶ | Sharonov         | ۳۱ ژوئیه ۱۹۷۹   |
| ۲۴۱۷ | McVittie         | ۱۵ فوریه ۱۹۶۴   |
| ۲۴۱۸ | Voskovec-Werich  | ۲۶ اکتبر ۱۹۷۱   |
| ۲۴۱۹ | Moldavia         | ۱۹ سپتامبر ۱۹۷۴ |
| ۲۴۲۰ | Ciurlionis       | ۳ اکتبر ۱۹۷۵    |
| ۲۴۲۱ | Nininger         | ۱۷ اکتبر ۱۹۷۹   |
| ۲۴۲۲ | Perovskaya       | ۲۸ آوریل ۱۹۶۸   |
| ۲۴۲۳ | Ibarruri         | ۱۴ ژوئیه ۱۹۷۲   |
| ۲۴۲۴ | Tautenburg       | ۲۷ اکتبر ۱۹۷۳   |
| ۲۴۲۵ | Shenzhen         | ۱۷ مارس ۱۹۷۵    |
| ۲۴۲۶ | Simonov          | ۲۶ مه ۱۹۷۶      |
| ۲۴۲۷ | Kobzar           | ۲۰ دسامبر ۱۹۷۶  |
| ۲۴۲۸ | Kamenyar         | ۱۱ سپتامبر ۱۹۷۷ |
| ۲۴۲۹ | Schurer          | ۱۲ اکتبر ۱۹۷۷   |
| ۲۴۲۹ | Schurer          | VC              |
| ۲۴۳۱ | Skovoroda        | ۸ اوت ۱۹۷۸      |
| ۲۴۳۲ | Soomana          | ۳۰ مارس ۱۹۸۱    |
| ۲۴۳۳ | Sootiyo          | ۵ آوریل ۱۹۸۱    |
| ۲۴۳۴ | Bateson          | ۲۷ مه ۱۹۸۱      |
| ۲۴۳۵ | Horemheb         | ۲۴ سپتامبر ۱۹۶۰ |
| ۲۴۳۶ | Hatshepsut       | ۲۴ سپتامبر ۱۹۶۰ |
| ۲۴۳۷ | Amnestia         | ۱۴ سپتامبر ۱۹۴۲ |
| ۲۴۳۸ | Oleshko          | ۲ نوامبر ۱۹۷۵   |
| ۲۴۳۹ | Ulugbek          | ۲۱ اوت ۱۹۷۷     |
| ۲۴۴۰ | Educatio         | ۷ نوامبر ۱۹۷۸   |
| ۲۴۴۱ | Hibbs            | ۲۵ ژوئن ۱۹۷۹    |
| ۲۴۴۲ | Corbett          | ۳ اکتبر ۱۹۸۰    |
| ۲۴۴۳ | Tomeileen        | ۲۴ ژانویه ۱۹۰۶  |
| ۲۴۴۴ | Lederle          | ۵ فوریه ۱۹۳۴    |
| ۲۴۴۵ | Blazhko          | ۳ اکتبر ۱۹۳۵    |
| ۲۴۴۶ | Lunacharsky      | ۱۴ اکتبر ۱۹۷۱   |
| ۲۴۴۷ | Kronstadt        | ۳۱ اوت ۱۹۷۳     |
| ۲۴۴۸ | Sholokhov        | ۱۸ ژانویه ۱۹۷۵  |
| ۲۴۴۹ | Kenos            | ۸ آوریل ۱۹۷۸    |
| ۲۴۵۰ | Ioannisiani      | ۱ سپتامبر ۱۹۷۸  |
| ۲۴۵۱ | Dollfus          | ۲ سپتامبر ۱۹۸۰  |
| ۲۴۵۲ | Lyot             | ۳۰ مارس ۱۹۸۱    |
| ۲۴۵۳ | Wabash           | ۳۰ سپتامبر ۱۹۲۱ |
| ۲۴۵۳ | Wabash           | SS              |
| ۲۴۵۵ | Somville         | ۵ اکتبر ۱۹۵۰    |
| ۲۴۵۶ | Palamedes        | ۳۰ ژانویه ۱۹۶۶  |
| ۲۴۵۷ | Rublyov          | ۳ اکتبر ۱۹۷۵    |
| ۲۴۵۸ | Veniakaverin     | ۱۱ سپتامبر ۱۹۷۷ |
| ۲۴۵۹ | Spellmann        | ۱۱ ژوئن ۱۹۸۰    |
| ۲۴۶۰ | Mitlincoln       | ۱ اکتبر ۱۹۸۰    |
| ۲۴۶۱ | Clavel           | ۵ مارس ۱۹۸۱     |
| ۲۴۶۲ | Nehalennia       | ۲۴ سپتامبر ۱۹۶۰ |
| ۲۴۶۳ | Sterpin          | ۱۰ مارس ۱۹۳۴    |
| ۲۴۶۴ | Nordenskiold     | ۱۹ ژانویه ۱۹۳۹  |
| ۲۴۶۵ | Wilson           | ۲ اوت ۱۹۴۹      |
| ۲۴۶۶ | Golson           | ۷ سپتامبر ۱۹۵۹  |
| ۲۴۶۷ | Kollontai        | ۱۴ اوت ۱۹۶۶     |
| ۲۴۶۸ | Repin            | ۸ اکتبر ۱۹۶۹    |
| ۲۴۶۹ | Tadjikistan      | ۲۷ آوریل ۱۹۷۰   |
| ۲۴۷۰ | Agematsu         | ۲۲ اکتبر ۱۹۷۶   |
| ۲۴۷۱ | Ultrajectum      | ۲۴ سپتامبر ۱۹۶۰ |
| ۲۴۷۲ | Bradman          | ۲۷ فوریه ۱۹۷۳   |
| ۲۴۷۳ | Heyerdahl        | ۱۲ سپتامبر ۱۹۷۷ |
| ۲۴۷۴ | Ruby             | ۱۴ اوت ۱۹۷۹     |
| ۲۴۷۵ | Semenov          | ۸ اکتبر ۱۹۷۲    |
| ۲۴۷۶ | Andersen         | ۲ مه ۱۹۷۶       |
| ۲۴۷۷ | Biryukov         | ۱۴ اوت ۱۹۷۷     |
| ۲۴۷۸ | Tokai            | ۴ مه ۱۹۸۱       |
| ۲۴۷۹ | Sodankyla        | ۶ فوریه ۱۹۴۲    |
| ۲۴۸۰ | Papanov          | ۱۶ دسامبر ۱۹۷۶  |
| ۲۴۸۱ | Burgi            | ۱۸ اکتبر ۱۹۷۷   |
| ۲۴۸۲ | Perkin           | ۱۳ فوریه ۱۹۸۰   |
| ۲۴۸۳ | Guinevere        | ۱۷ اوت ۱۹۲۸     |
| ۲۴۸۴ | Parenago         | ۷ اکتبر ۱۹۲۸    |
| ۲۴۸۵ | Scheffler        | ۲۹ ژانویه ۱۹۳۲  |
| ۲۴۸۶ | Metsahovi        | ۲۲ مارس ۱۹۳۹    |
| ۲۴۸۷ | Juhani           | ۸ سپتامبر ۱۹۴۰  |
| ۲۴۸۸ | Bryan            | ۲۳ اکتبر ۱۹۵۲   |
| ۲۴۸۹ | Suvorov          | ۱۱ ژوئیه ۱۹۷۵   |
| ۲۴۹۰ | Bussolini        | ۳ ژانویه ۱۹۷۶   |
| ۲۴۹۱ | Tvashtri         | ۱۵ فوریه ۱۹۷۷   |
| ۲۴۹۲ | Kutuzov          | ۱۴ ژوئیه ۱۹۷۷   |
| ۲۴۹۳ | Elmer            | ۱ دسامبر ۱۹۷۸   |
| ۲۴۹۴ | Inge             | ۴ ژوئن ۱۹۸۱     |
| ۲۴۹۵ | Noviomagum       | ۱۷ اکتبر ۱۹۶۰   |
| ۲۴۹۶ | Fernandus        | ۸ اکتبر ۱۹۵۳    |
| ۲۴۹۷ | Kulikovskij      | ۱۴ اوت ۱۹۷۷     |
| ۲۴۹۸ | Tsesevich        | ۲۳ اوت ۱۹۷۷     |
| ۲۴۹۹ | Brunk            | ۷ نوامبر ۱۹۷۸   |
| ۲۵۰۰ | Alascattalo      | ۲ آوریل ۱۹۲۶    |
| ۲۵۰۱ | Lohja            | ۱۴ آوریل ۱۹۴۲   |
| ۲۵۰۲ | Nummela          | ۳ مارس ۱۹۴۳     |
| ۲۵۰۳ | Liaoning         | ۱۶ اکتبر ۱۹۶۵   |
| ۲۵۰۴ | Gaviola          | ۶ مه ۱۹۶۷       |
| ۲۵۰۵ | Hebei            | ۳۱ اکتبر ۱۹۷۵   |
| ۲۵۰۶ | Pirogov          | ۲۶ اوت ۱۹۷۶     |
| ۲۵۰۷ | Bobone           | ۱۸ نوامبر ۱۹۷۶  |
| ۲۵۰۸ | Alupka           | ۱۳ مارس ۱۹۷۷    |
| ۲۵۰۹ | Chukotka         | ۱۴ ژوئیه ۱۹۷۷   |
| ۲۵۱۰ | Shandong         | ۱۰ اکتبر ۱۹۷۹   |
| ۲۵۱۱ | Patterson        | ۱۱ ژوئن ۱۹۸۰    |
| ۲۵۱۲ | Tavastia         | ۳ آوریل ۱۹۴۰    |
| ۲۵۱۳ | Baetsle          | ۱۹ سپتامبر ۱۹۵۰ |
| ۲۵۱۴ | Taiyuan          | ۸ اکتبر ۱۹۶۴    |
| ۲۵۱۵ | Gansu            | ۹ اکتبر ۱۹۶۴    |
| ۲۵۱۶ | Roman            | ۶ نوامبر ۱۹۶۴   |
| ۲۵۱۷ | Orma             | ۲۸ سپتامبر ۱۹۶۸ |
| ۲۵۱۸ | Rutllant         | ۲۲ مارس ۱۹۷۴    |
| ۲۵۱۹ | Annagerman       | ۲ نوامبر ۱۹۷۵   |
| ۲۵۲۰ | Novorossijsk     | ۲۶ اوت ۱۹۷۶     |
| ۲۵۲۱ | Heidi            | ۲۸ فوریه ۱۹۷۹   |
| ۲۵۲۲ | Triglav          | ۶ اوت ۱۹۸۰      |
| ۲۵۲۳ | Ryba             | ۶ اوت ۱۹۸۰      |
| ۲۵۲۴ | Budovicium       | ۲۸ اوت ۱۹۸۱     |
| ۲۵۲۵ | O'Steen          | ۲ نوامبر ۱۹۸۱   |
| ۲۵۲۶ | Alisary          | ۱۹ مه ۱۹۷۹      |
| ۲۵۲۷ | Gregory          | ۳ سپتامبر ۱۹۸۱  |
| ۲۵۲۸ | Mohler           | ۸ اکتبر ۱۹۵۳    |
| ۲۵۲۸ | Mohler           | QL۲             |
| ۲۵۳۰ | Shipka           | ۹ ژوئیه ۱۹۷۸    |
| ۲۵۳۱ | Cambridge        | ۱۱ ژوئن ۱۹۸۰    |
| ۲۵۳۲ | Sutton           | ۹ اکتبر ۱۹۸۰    |
| ۲۵۳۳ | Fechtig          | ۳ نوامبر ۱۹۰۵   |
| ۲۵۳۴ | Houzeau          | ۲ نوامبر ۱۹۳۱   |
| ۲۵۳۵ | Hameenlinna      | ۱۷ فوریه ۱۹۳۹   |
| ۲۵۳۶ | Kozyrev          | ۱۵ اوت ۱۹۳۹     |
| ۲۵۳۷ | Gilmore          | ۴ سپتامبر ۱۹۵۱  |
| ۲۵۳۸ | Vanderlinden     | ۳۰ اکتبر ۱۹۵۴   |
| ۲۵۳۹ | Ningxia          | ۸ اکتبر ۱۹۶۴    |
| ۲۵۴۰ | Blok             | ۱۳ اکتبر ۱۹۷۱   |
| ۲۵۴۱ | Edebono          | ۲۷ فوریه ۱۹۷۳   |
| ۲۵۴۲ | Calpurnia        | ۱۱ فوریه ۱۹۸۰   |
| ۲۵۴۳ | Machado          | ۱ ژوئن ۱۹۸۰     |
| ۲۵۴۴ | Gubarev          | ۶ اوت ۱۹۸۰      |
| ۲۵۴۵ | Verbiest         | ۲۶ ژانویه ۱۹۳۳  |
| ۲۵۴۶ | Libitina         | ۲۳ مارس ۱۹۵۰    |
| ۲۵۴۷ | Hubei            | ۹ اکتبر ۱۹۶۴    |
| ۲۵۴۸ | Leloir           | ۱۶ فوریه ۱۹۷۵   |
| ۲۵۴۹ | Baker            | ۲۳ اکتبر ۱۹۷۶   |
| ۲۵۵۰ | Houssay          | ۲۱ اکتبر ۱۹۷۶   |
| ۲۵۵۱ | Decabrina        | ۱۶ دسامبر ۱۹۷۶  |
| ۲۵۵۲ | Remek            | ۲۴ سپتامبر ۱۹۷۸ |
| ۲۵۵۳ | Viljev           | ۲۹ مارس ۱۹۷۹    |
| ۲۵۵۴ | Skiff            | ۱۷ ژوئیه ۱۹۸۰   |
| ۲۵۵۵ | Thomas           | ۱۷ ژوئیه ۱۹۸۰   |
| ۲۵۵۶ | Louise           | ۸ فوریه ۱۹۸۱    |
| ۲۵۵۷ | Putnam           | ۲۶ سپتامبر ۱۹۸۱ |
| ۲۵۵۸ | Viv              | ۲۶ سپتامبر ۱۹۸۱ |
| ۲۵۵۹ | Svoboda          | ۲۳ اکتبر ۱۹۸۱   |
| ۲۵۶۰ | Siegma           | ۱۴ فوریه ۱۹۳۲   |
| ۲۵۶۱ | Margolin         | ۸ اکتبر ۱۹۶۹    |
| ۲۵۶۲ | Chaliapin        | ۲۷ مارس ۱۹۷۳    |
| ۲۵۶۳ | Boyarchuk        | ۲۲ مارس ۱۹۷۷    |
| ۲۵۶۴ | Kayala           | ۱۹ اوت ۱۹۷۷     |
| ۲۵۶۵ | Grogler          | ۱۲ اکتبر ۱۹۷۷   |
| ۲۵۶۶ | Kirghizia        | ۲۹ مارس ۱۹۷۹    |
| ۲۵۶۷ | Elba             | ۱۹ مه ۱۹۷۹      |
| ۲۵۶۸ | Maksutov         | ۱۳ آوریل ۱۹۸۰   |
| ۲۵۶۹ | Madeline         | ۱۸ ژوئن ۱۹۸۰    |
| ۲۵۷۰ | Porphyro         | ۶ اوت ۱۹۸۰      |
| ۲۵۷۱ | Geisei           | ۲۳ اکتبر ۱۹۸۱   |
| ۲۵۷۲ | Annschnell       | ۱۷ فوریه ۱۹۵۰   |
| ۲۵۷۲ | Annschnell       | EN              |
| ۲۵۷۴ | Ladoga           | ۲۲ اکتبر ۱۹۶۸   |
| ۲۵۷۵ | Bulgaria         | ۴ اوت ۱۹۷۰      |
| ۲۵۷۶ | Yesenin          | ۱۷ اوت ۱۹۷۴     |
| ۲۵۷۷ | Litva            | ۱۲ مارس ۱۹۷۵    |
| ۲۵۷۸ | Saint-Exupery    | ۲ نوامبر ۱۹۷۵   |
| ۲۵۷۹ | Spartacus        | ۱۴ اوت ۱۹۷۷     |
| ۲۵۸۰ | Smilevskia       | ۱۸ اوت ۱۹۷۷     |
| ۲۵۸۱ | Radegast         | ۱۱ نوامبر ۱۹۸۰  |
| ۲۵۸۲ | Harimaya-Bashi   | ۲۶ سپتامبر ۱۹۸۱ |
| ۲۵۸۳ | Fatyanov         | ۳ دسامبر ۱۹۷۵   |
| ۲۵۸۴ | Turkmenia        | ۲۳ مارس ۱۹۷۹    |
| ۲۵۸۵ | Irpedina         | ۲۱ ژوئیه ۱۹۷۹   |
| ۲۵۸۶ | Matson           | ۱۱ ژوئن ۱۹۸۰    |
| ۲۵۸۷ | Gardner          | ۱۷ ژوئیه ۱۹۸۰   |
| ۲۵۸۸ | Flavia           | ۲ نوامبر ۱۹۸۱   |
| ۲۵۸۹ | Daniel           | ۲۲ اوت ۱۹۷۹     |
| ۲۵۹۰ | Mourao           | ۲۲ مه ۱۹۸۰      |
| ۲۵۹۱ | Dworetsky        | ۲ اوت ۱۹۴۹      |
| ۲۵۹۲ | Hunan            | ۳۰ ژانویه ۱۹۶۶  |
| ۲۵۹۳ | Buryatia         | ۲ آوریل ۱۹۷۶    |
| ۲۵۹۴ | Acamas           | ۴ اکتبر ۱۹۷۸    |
| ۲۵۹۵ | Gudiachvili      | ۱۹ مه ۱۹۷۹      |
| ۲۵۹۵ | Gudiachvili      | KN              |
| ۲۵۹۷ | Arthur           | ۸ اوت ۱۹۸۰      |
| ۲۵۹۸ | Merlin           | ۷ سپتامبر ۱۹۸۰  |
| ۲۵۹۹ | Veseli           | ۲۹ سپتامبر ۱۹۸۰ |
| ۲۶۰۰ | Lumme            | ۹ نوامبر ۱۹۸۰   |
| ۲۶۰۱ | Bologna          | ۸ دسامبر ۱۹۸۰   |
| ۲۶۰۲ | Moore            | ۲۴ ژانویه ۱۹۸۲  |
| ۲۶۰۳ | Taylor           | ۳۰ ژانویه ۱۹۸۲  |
| ۲۶۰۴ | Marshak          | ۱۳ ژوئن ۱۹۷۲    |
| ۲۶۰۵ | Sahade           | ۱۶ اوت ۱۹۷۴     |
| ۲۶۰۶ | Odessa           | ۱ آوریل ۱۹۷۶    |
| ۲۶۰۷ | Yakutia          | ۱۴ ژوئیه ۱۹۷۷   |
| ۲۶۰۸ | Seneca           | ۱۷ فوریه ۱۹۷۸   |
| ۲۶۰۹ | Kiril-Metodi     | ۹ اوت ۱۹۷۸      |
| ۲۶۱۰ | Tuva             | ۵ سپتامبر ۱۹۷۸  |
| ۲۶۱۱ | Boyce            | ۷ نوامبر ۱۹۷۸   |
| ۲۶۱۲ | Kathryn          | ۲۸ فوریه ۱۹۷۹   |
| ۲۶۱۳ | Plzen            | ۳۰ اوت ۱۹۷۹     |
| ۲۶۱۴ | Torrence         | ۱۱ ژوئن ۱۹۸۰    |
| ۲۶۱۵ | Saito            | ۴ سپتامبر ۱۹۵۱  |
| ۲۶۱۶ | Lesya            | ۲۸ اوت ۱۹۷۰     |
| ۲۶۱۷ | Jiangxi          | ۲۶ نوامبر ۱۹۷۵  |
| ۲۶۱۸ | Coonabarabran    | ۲۵ ژوئن ۱۹۷۹    |
| ۲۶۱۸ | Coonabarabran    | MZ۳             |
| ۲۶۲۰ | Santana          | ۳ اکتبر ۱۹۸۰    |
| ۲۶۲۱ | Goto             | ۹ فوریه ۱۹۸۱    |
| ۲۶۲۲ | Bolzano          | ۹ فوریه ۱۹۸۱    |
| ۲۶۲۳ | Zech             | ۲۲ سپتامبر ۱۹۱۹ |
| ۲۶۲۴ | Samitchell       | ۷ سپتامبر ۱۹۶۲  |
| ۲۶۲۴ | Samitchell       | JQ۲             |
| ۲۶۲۶ | Belnika          | ۸ اوت ۱۹۷۸      |
| ۲۶۲۷ | Churyumov        | ۸ اوت ۱۹۷۸      |
| ۲۶۲۸ | Kopal            | ۲۵ ژوئن ۱۹۷۹    |
| ۲۶۲۹ | Rudra            | ۱۳ سپتامبر ۱۹۸۰ |
| ۲۶۳۰ | Hermod           | ۱۴ اکتبر ۱۹۸۰   |
| ۲۶۳۱ | Zhejiang         | ۷ اکتبر ۱۹۸۰    |
| ۲۶۳۲ | Guizhou          | ۶ نوامبر ۱۹۸۰   |
| ۲۶۳۳ | Bishop           | ۲۴ نوامبر ۱۹۸۱  |
| ۲۶۳۳ | Bishop           | DL              |
| ۲۶۳۵ | Huggins          | ۲۱ فوریه ۱۹۸۲   |
| ۲۶۳۶ | Lassell          | ۲۰ فوریه ۱۹۸۲   |
| ۲۶۳۷ | Bobrovnikoff     | ۲۲ سپتامبر ۱۹۱۹ |
| ۲۶۳۸ | Gadolin          | ۱۹ سپتامبر ۱۹۳۹ |
| ۲۶۳۹ | Planman          | ۹ آوریل ۱۹۴۰    |
| ۲۶۴۰ | Hallstrom        | ۱۸ مارس ۱۹۴۱    |
| ۲۶۴۱ | Lipschutz        | ۴ آوریل ۱۹۴۹    |
| ۲۶۴۲ | Vesale           | ۱۴ سپتامبر ۱۹۶۱ |
| ۲۶۴۳ | Bernhard         | ۱۹ سپتامبر ۱۹۷۳ |
| ۲۶۴۳ | Bernhard         | SO۲             |
| ۲۶۴۳ | Bernhard         | QD              |
| ۲۶۴۶ | Abetti           | ۱۳ مارس ۱۹۷۷    |
| ۲۶۴۷ | Sova             | ۲۹ سپتامبر ۱۹۸۰ |
| ۲۶۴۸ | Owa              | ۸ نوامبر ۱۹۸۰   |
| ۲۶۴۹ | Oongaq           | ۲۹ نوامبر ۱۹۸۰  |
| ۲۶۵۰ | Elinor           | ۱۴ مارس ۱۹۳۱    |
| ۲۶۵۱ | Karen            | ۲۸ اوت ۱۹۴۹     |
| ۲۶۵۲ | Yabuuti          | ۷ آوریل ۱۹۵۳    |
| ۲۶۵۳ | Principia        | ۴ نوامبر ۱۹۶۴   |
| ۲۶۵۴ | Ristenpart       | ۱۸ ژوئیه ۱۹۶۸   |
| ۲۶۵۵ | Guangxi          | ۱۴ دسامبر ۱۹۷۴  |
| ۲۶۵۶ | Evenkia          | ۲۵ آوریل ۱۹۷۹   |
| ۲۶۵۷ | Bashkiria        | ۲۳ سپتامبر ۱۹۷۹ |
| ۲۶۵۸ | Gingerich        | ۱۳ فوریه ۱۹۸۰   |
| ۲۶۵۹ | Millis           | ۵ مه ۱۹۸۱       |
| ۲۶۶۰ | Wasserman        | ۲۱ مارس ۱۹۸۲    |
| ۲۶۶۱ | Bydzovsky        | ۲۳ مارس ۱۹۸۲    |
| ۲۶۶۲ | Kandinsky        | ۲۴ سپتامبر ۱۹۶۰ |
| ۲۶۶۳ | Miltiades        | ۲۴ سپتامبر ۱۹۶۰ |
| ۲۶۶۴ | Everhart         | ۷ سپتامبر ۱۹۳۴  |
| ۲۶۶۵ | Schrutka         | ۲۴ فوریه ۱۹۳۸   |
| ۲۶۶۶ | Gramme           | ۸ اکتبر ۱۹۵۱    |
| ۲۶۶۷ | Oikawa           | ۳۰ اکتبر ۱۹۶۷   |
| ۲۶۶۸ | Tataria          | ۲۶ اوت ۱۹۷۶     |
| ۲۶۶۹ | Shostakovich     | ۱۶ دسامبر ۱۹۷۶  |
| ۲۶۷۰ | Chuvashia        | ۱۴ اوت ۱۹۷۷     |
| ۲۶۷۱ | Abkhazia         | ۲۱ اوت ۱۹۷۷     |
| ۲۶۷۲ | Pisek            | ۳۱ مه ۱۹۷۹      |
| ۲۶۷۳ | Lossignol        | ۲۲ مه ۱۹۸۰      |
| ۲۶۷۴ | Pandarus         | ۲۷ ژانویه ۱۹۸۲  |
| ۲۶۷۵ | Tolkien          | ۱۴ آوریل ۱۹۸۲   |
| ۲۶۷۶ | Aarhus           | ۲۵ اوت ۱۹۳۳     |
| ۲۶۷۷ | Joan             | ۲۵ مارس ۱۹۳۵    |
| ۲۶۷۸ | Aavasaksa        | ۲۴ فوریه ۱۹۳۸   |
| ۲۶۷۹ | Kittisvaara      | ۷ اکتبر ۱۹۳۹    |
| ۲۶۸۰ | Mateo            | ۱ ژوئیه ۱۹۷۵    |
| ۲۶۸۱ | Ostrovskij       | ۲ نوامبر ۱۹۷۵   |
| ۲۶۸۲ | Soromundi        | ۲۵ ژوئن ۱۹۷۹    |
| ۲۶۸۳ | Brian            | ۱۰ ژانویه ۱۹۸۱  |
| ۲۶۸۴ | Douglas          | ۳ ژانویه ۱۹۸۱   |
| ۲۶۸۵ | Masursky         | ۳ مه ۱۹۸۱       |
| ۲۶۸۵ | Masursky         | JW۱             |
| ۲۶۸۷ | Tortali          | ۱۸ آوریل ۱۹۸۲   |
| ۲۶۸۸ | Halley           | ۲۵ آوریل ۱۹۸۲   |
| ۲۶۸۹ | Bruxelles        | ۳ فوریه ۱۹۳۵    |
| ۲۶۹۰ | Ristiina         | ۲۴ فوریه ۱۹۳۸   |
| ۲۶۹۱ | Sersic           | ۱۸ مه ۱۹۷۴      |
| ۲۶۹۲ | Chkalov          | ۱۶ دسامبر ۱۹۷۶  |
| ۲۶۹۳ | Yan'an           | ۳ نوامبر ۱۹۷۷   |
| ۲۶۹۳ | Yan'an           | QL۱             |
| ۲۶۹۵ | Christabel       | ۱۷ اکتبر ۱۹۷۹   |
| ۲۶۹۶ | Magion           | ۱۶ آوریل ۱۹۸۰   |
| ۲۶۹۷ | Albina           | ۹ اکتبر ۱۹۶۹    |
| ۲۶۹۸ | Azerbajdzhan     | ۱۱ اکتبر ۱۹۷۱   |
| ۲۶۹۹ | Kalinin          | ۱۶ دسامبر ۱۹۷۶  |
| ۲۷۰۰ | Baikonur         | ۲۰ دسامبر ۱۹۷۶  |
| ۲۷۰۱ | Cherson          | ۱ سپتامبر ۱۹۷۸  |
| ۲۷۰۲ | Batrakov         | ۲۶ سپتامبر ۱۹۷۸ |
| ۲۷۰۳ | Rodari           | ۲۹ مارس ۱۹۷۹    |
| ۲۷۰۳ | Rodari           | MR۴             |
| ۲۷۰۵ | Wu               | ۹ اکتبر ۱۹۸۰    |
| ۲۷۰۶ | Borovsky         | ۱۱ نوامبر ۱۹۸۰  |
| ۲۷۰۷ | Ueferji          | ۲۸ اوت ۱۹۸۱     |
| ۲۷۰۸ | Burns            | ۲۴ نوامبر ۱۹۸۱  |
| ۲۷۰۹ | Sagan            | ۲۱ مارس ۱۹۸۲    |
| ۲۷۱۰ | Veverka          | ۲۳ مارس ۱۹۸۲    |
| ۲۷۱۱ | Aleksandrov      | ۳۱ اوت ۱۹۷۸     |
| ۲۷۱۲ | Keaton           | ۲۹ دسامبر ۱۹۳۷  |
| ۲۷۱۳ | Luxembourg       | ۱۹ فوریه ۱۹۳۸   |
| ۲۷۱۴ | Matti            | ۵ آوریل ۱۹۳۸    |
| ۲۷۱۵ | Mielikki         | ۲۲ اکتبر ۱۹۳۸   |
| ۲۷۱۶ | Tuulikki         | ۷ اکتبر ۱۹۳۹    |
| ۲۷۱۷ | Tellervo         | ۲۹ نوامبر ۱۹۴۰  |
| ۲۷۱۸ | Handley          | ۳۰ ژوئیه ۱۹۵۱   |
| ۲۷۱۹ | Suzhou           | ۲۲ سپتامبر ۱۹۶۵ |
| ۲۷۱۹ | Suzhou           | RV۳             |
| ۲۷۲۱ | Vsekhsvyatskij   | ۲۲ سپتامبر ۱۹۷۳ |
| ۲۷۲۲ | Abalakin         | ۱ آوریل ۱۹۷۶    |
| ۲۷۲۳ | Gorshkov         | ۳۱ اوت ۱۹۷۸     |
| ۲۷۲۴ | Orlov            | ۱۳ سپتامبر ۱۹۷۸ |
| ۲۷۲۴ | Orlov            | VG۳             |
| ۲۷۲۶ | Kotelnikov       | ۲۲ سپتامبر ۱۹۷۹ |
| ۲۷۲۷ | Paton            | ۲۲ سپتامبر ۱۹۷۹ |
| ۲۷۲۸ | Yatskiv          | ۲۲ سپتامبر ۱۹۷۹ |
| ۲۷۲۹ | Urumqi           | ۱۸ اکتبر ۱۹۷۹   |
| ۲۷۳۰ | Barks            | ۳۰ اوت ۱۹۸۱     |
| ۲۷۳۱ | Cucula           | ۲۱ مه ۱۹۸۲      |
| ۲۷۳۲ | Witt             | ۱۹ مارس ۱۹۲۶    |
| ۲۷۳۳ | Hamina           | ۲۲ فوریه ۱۹۳۸   |
| ۲۷۳۴ | Hasek            | ۱ آوریل ۱۹۷۶    |
| ۲۷۳۵ | Ellen            | ۱۳ سپتامبر ۱۹۷۷ |
| ۲۷۳۶ | Ops              | ۲۳ ژوئیه ۱۹۷۹   |
| ۲۷۳۷ | Kotka            | ۲۲ فوریه ۱۹۳۸   |
| ۲۷۳۸ | Viracocha        | ۱۲ مارس ۱۹۴۰    |
| ۲۷۳۹ | Taguacipa        | ۱۷ اکتبر ۱۹۵۲   |
| ۲۷۴۰ | Tsoj             | ۲۶ سپتامبر ۱۹۷۴ |
| ۲۷۴۱ | Valdivia         | ۱ دسامبر ۱۹۷۵   |
| ۲۷۴۲ | Gibson           | ۶ مه ۱۹۸۱       |
| ۲۷۴۳ | Chengdu          | ۲۱ نوامبر ۱۹۶۵  |
| ۲۷۴۴ | Birgitta         | ۴ سپتامبر ۱۹۷۵  |
| ۲۷۴۴ | Birgitta         | SR۱۰            |
| ۲۷۴۶ | Hissao           | ۲۲ سپتامبر ۱۹۷۹ |
| ۲۷۴۶ | Hissao           | DW              |
| ۲۷۴۶ | Hissao           | JF۲             |
| ۲۷۴۹ | Walterhorn       | ۱۱ اکتبر ۱۹۳۷   |
| ۲۷۵۰ | Loviisa          | ۳۰ دسامبر ۱۹۴۰  |
| ۲۷۵۱ | Campbell         | ۷ سپتامبر ۱۹۶۲  |
| ۲۷۵۱ | Campbell         | SP              |
| ۲۷۵۳ | Duncan           | ۱۸ فوریه ۱۹۶۶   |
| ۲۷۵۴ | Efimov           | ۱۳ اوت ۱۹۶۶     |
| ۲۷۵۵ | Avicenna         | ۲۶ سپتامبر ۱۹۷۳ |
| ۲۷۵۶ | Dzhangar         | ۱۹ سپتامبر ۱۹۷۴ |
| ۲۷۵۷ | Crisser          | ۱۱ نوامبر ۱۹۷۷  |
| ۲۷۵۸ | Cordelia         | ۱ سپتامبر ۱۹۷۸  |
| ۲۷۵۹ | Idomeneus        | ۱۴ آوریل ۱۹۸۰   |
| ۲۷۶۰ | Kacha            | ۸ اکتبر ۱۹۸۰    |
| ۲۷۶۱ | Eddington        | ۱ ژانویه ۱۹۸۱   |
| ۲۷۶۲ | Fowler           | ۱۴ ژانویه ۱۹۸۱  |
| ۲۷۶۳ | Jeans            | ۲۴ ژوئیه ۱۹۸۲   |
| ۲۷۶۴ | Moeller          | ۸ فوریه ۱۹۸۱    |
| ۲۷۶۵ | Dinant           | ۴ مارس ۱۹۸۱     |
| ۲۷۶۶ | Leeuwenhoek      | ۲۳ مارس ۱۹۸۲    |
| ۲۷۶۷ | Takenouchi       | ۳۰ اکتبر ۱۹۶۷   |
| ۲۷۶۸ | Gorky            | ۶ سپتامبر ۱۹۷۲  |
| ۲۷۶۹ | Mendeleev        | ۱ آوریل ۱۹۷۶    |
| ۲۷۷۰ | Tsvet            | ۱۹ سپتامبر ۱۹۷۷ |
| ۲۷۷۱ | Polzunov         | ۲۶ سپتامبر ۱۹۷۸ |
| ۲۷۷۲ | Dugan            | ۱۴ دسامبر ۱۹۷۹  |
| ۲۷۷۳ | Brooks           | ۶ مه ۱۹۸۱       |
| ۲۷۷۴ | Tenojoki         | ۳ اکتبر ۱۹۴۲    |
| ۲۷۷۵ | Odishaw          | ۱۴ اکتبر ۱۹۵۳   |
| ۲۷۷۶ | Baikal           | ۲۵ سپتامبر ۱۹۷۶ |
| ۲۷۷۷ | Shukshin         | ۲۴ سپتامبر ۱۹۷۹ |
| ۲۷۷۸ | Tangshan         | ۱۴ دسامبر ۱۹۷۹  |
| ۲۷۷۹ | Mary             | ۶ فوریه ۱۹۸۱    |
| ۲۷۸۰ | Monnig           | ۲۸ فوریه ۱۹۸۱   |
| ۲۷۸۱ | Kleczek          | ۱۹ اوت ۱۹۸۲     |
| ۲۷۸۲ | Leonidas         | ۲۴ سپتامبر ۱۹۶۰ |
| ۲۷۸۳ | Chernyshevskij   | ۱۴ سپتامبر ۱۹۷۴ |
| ۲۷۸۴ | Domeyko          | ۱۵ آوریل ۱۹۷۵   |
| ۲۷۸۵ | Sedov            | ۳۱ اوت ۱۹۷۸     |
| ۲۷۸۶ | Grinevia         | ۶ سپتامبر ۱۹۷۸  |
| ۲۷۸۷ | Tovarishch       | ۱۳ سپتامبر ۱۹۷۸ |
| ۲۷۸۸ | Andenne          | ۱ مارس ۱۹۸۱     |
| ۲۷۸۹ | Foshan           | ۶ دسامبر ۱۹۵۶   |
| ۲۷۹۰ | Needham          | ۱۹ اکتبر ۱۹۶۵   |
| ۲۷۹۱ | Paradise         | ۱۳ فوریه ۱۹۷۷   |
| ۲۷۹۲ | Ponomarev        | ۱۳ مارس ۱۹۷۷    |
| ۲۷۹۳ | Valdaj           | ۱۹ اوت ۱۹۷۷     |
| ۲۷۹۴ | Kulik            | ۸ اوت ۱۹۷۸      |
| ۲۷۹۵ | Lepage           | ۱۶ دسامبر ۱۹۷۹  |
| ۲۷۹۶ | Kron             | ۱۳ مارس ۱۹۸۰    |
| ۲۷۹۷ | Teucer           | ۴ ژوئن ۱۹۸۱     |
| ۲۷۹۸ | Vergilius        | ۲۴ سپتامبر ۱۹۶۰ |
| ۲۷۹۹ | Justus           | ۲۵ سپتامبر ۱۹۶۰ |
| ۲۸۰۰ | Ovidius          | ۲۴ سپتامبر ۱۹۶۰ |
| ۲۸۰۱ | Huygens          | ۲۸ سپتامبر ۱۹۳۵ |
| ۲۸۰۲ | Weisell          | ۱۹ ژانویه ۱۹۳۹  |
| ۲۸۰۳ | Vilho            | ۲۹ نوامبر ۱۹۴۰  |
| ۲۸۰۴ | Yrjo             | ۱۹ آوریل ۱۹۴۱   |
| ۲۸۰۵ | Kalle            | ۱۵ اکتبر ۱۹۴۱   |
| ۲۸۰۶ | Graz             | ۷ آوریل ۱۹۵۳    |
| ۲۸۰۶ | Graz             | TH۶             |
| ۲۸۰۸ | Belgrano         | ۲۳ آوریل ۱۹۷۶   |
| ۲۸۰۹ | Vernadskij       | ۳۱ اوت ۱۹۷۸     |
| ۲۸۰۹ | Vernadskij       | RU۵             |
| ۲۸۱۱ | Stremchovi       | ۱۰ مه ۱۹۸۰      |
| ۲۸۱۲ | Scaltriti        | ۳۰ مارس ۱۹۸۱    |
| ۲۸۱۳ | Zappala          | ۲۴ نوامبر ۱۹۸۱  |
| ۲۸۱۴ | Vieira           | ۱۸ مارس ۱۹۸۲    |
| ۲۸۱۵ | Soma             | ۱۵ سپتامبر ۱۹۸۲ |
| ۲۸۱۶ | Pien             | ۲۲ سپتامبر ۱۹۸۲ |
| ۲۸۱۷ | Perec            | ۱۷ اکتبر ۱۹۸۲   |
| ۲۸۱۸ | Juvenalis        | ۲۴ سپتامبر ۱۹۶۰ |
| ۲۸۱۹ | Ensor            | ۲۰ اکتبر ۱۹۳۳   |
| ۲۸۲۰ | Iisalmi          | ۸ سپتامبر ۱۹۴۲  |
| ۲۸۲۱ | Slavka           | ۲۴ سپتامبر ۱۹۷۸ |
| ۲۸۲۲ | Sacajawea        | ۱۴ مارس ۱۹۸۰    |
| ۲۸۲۲ | Sacajawea        | ۲۰۱۰            |
| ۲۸۲۴ | Franke           | ۴ فوریه ۱۹۳۴    |
| ۲۸۲۵ | Crosby           | ۱۹ سپتامبر ۱۹۳۸ |
| ۲۸۲۶ | Ahti             | ۱۸ اکتبر ۱۹۳۹   |
| ۲۸۲۷ | Vellamo          | ۱۱ فوریه ۱۹۴۲   |
| ۲۸۲۸ | Iku-Turso        | ۱۸ فوریه ۱۹۴۲   |
| ۲۸۲۹ | Bobhope          | ۹ اوت ۱۹۴۸      |
| ۲۸۳۰ | Greenwich        | ۱۴ آوریل ۱۹۸۰   |
| ۲۸۳۱ | Stevin           | ۱۷ سپتامبر ۱۹۳۰ |
| ۲۸۳۲ | Lada             | ۶ مارس ۱۹۷۵     |
| ۲۸۳۳ | Radishchev       | ۹ اوت ۱۹۷۸      |
| ۲۸۳۳ | Radishchev       | TB۴             |
| ۲۸۳۵ | Ryoma            | ۲۰ نوامبر ۱۹۸۲  |
| ۲۸۳۶ | Sobolev          | ۲۲ دسامبر ۱۹۷۸  |
| ۲۸۳۷ | Griboedov        | ۱۳ اکتبر ۱۹۷۱   |
| ۲۸۳۸ | Takase           | ۲۶ اکتبر ۱۹۷۱   |
| ۲۸۳۹ | Annette          | ۵ اکتبر ۱۹۲۹    |
| ۲۸۴۰ | Kallavesi        | ۱۵ اکتبر ۱۹۴۱   |
| ۲۸۴۱ | Puijo            | ۲۶ فوریه ۱۹۴۳   |
| ۲۸۴۲ | Unsold           | ۲۵ ژوئیه ۱۹۵۰   |
| ۲۸۴۳ | Yeti             | ۷ دسامبر ۱۹۷۵   |
| ۲۸۴۴ | Hess             | ۳ مه ۱۹۸۱       |
| ۲۸۴۵ | Franklinken      | ۲۶ ژوئیه ۱۹۸۱   |
| ۲۸۴۶ | Ylppo            | ۱۲ فوریه ۱۹۴۲   |
| ۲۸۴۷ | Parvati          | ۱ فوریه ۱۹۵۹    |
| ۲۸۴۸ | ASP              | ۸ نوامبر ۱۹۵۹   |
| ۲۸۴۹ | Shklovskij       | ۱ آوریل ۱۹۷۶    |
| ۲۸۵۰ | Mozhaiskij       | ۲ اکتبر ۱۹۷۸    |
| ۲۸۵۱ | Harbin           | ۳۰ اکتبر ۱۹۷۸   |
| ۲۸۵۲ | Declercq         | ۲۳ اوت ۱۹۸۱     |
| ۲۸۵۳ | Harvill          | ۱۴ سپتامبر ۱۹۶۳ |
| ۲۸۵۴ | Rawson           | ۶ مه ۱۹۶۴       |
| ۲۸۵۵ | Bastian          | ۱۰ اکتبر ۱۹۳۱   |
| ۲۸۵۶ | Roser            | ۱۴ آوریل ۱۹۳۳   |
| ۲۸۵۷ | NOT              | ۱۷ فوریه ۱۹۴۲   |
| ۲۸۵۸ | Carlosporter     | ۱ دسامبر ۱۹۷۵   |
| ۲۸۵۹ | Paganini         | ۵ سپتامبر ۱۹۷۸  |
| ۲۸۶۰ | Pasacentennium   | ۸ اکتبر ۱۹۷۸    |
| ۲۸۶۱ | Lambrecht        | ۳ نوامبر ۱۹۸۱   |
| ۲۸۶۲ | Vavilov          | ۱۵ مه ۱۹۷۷      |
| ۲۸۶۲ | Vavilov          | QG۲             |
| ۲۸۶۴ | Soderblom        | ۱۲ ژانویه ۱۹۸۳  |
| ۲۸۶۵ | Laurel           | ۳۱ ژوئیه ۱۹۳۵   |
| ۲۸۶۶ | Hardy            | ۷ اکتبر ۱۹۶۱    |
| ۲۸۶۷ | Steins           | ۴ نوامبر ۱۹۶۹   |
| ۲۸۶۸ | Upupa            | ۳۰ اکتبر ۱۹۷۲   |
| ۲۸۶۹ | Nepryadva        | ۷ سپتامبر ۱۹۸۰  |
| ۲۸۷۰ | Haupt            | ۴ ژوئن ۱۹۸۱     |
| ۲۸۷۱ | Schober          | ۳۰ اوت ۱۹۸۱     |
| ۲۸۷۲ | Gentelec         | ۵ سپتامبر ۱۹۸۱  |
| ۲۸۷۳ | Binzel           | ۲۸ مارس ۱۹۸۲    |
| ۲۸۷۳ | Binzel           | TH              |
| ۲۸۷۵ | Lagerkvist       | ۱۱ فوریه ۱۹۸۳   |
| ۲۸۷۶ | Aeschylus        | ۲۴ سپتامبر ۱۹۶۰ |
| ۲۸۷۷ | Likhachev        | ۸ اکتبر ۱۹۶۹    |
| ۲۸۷۸ | Panacea          | ۷ سپتامبر ۱۹۸۰  |
| ۲۸۷۹ | Shimizu          | ۱۴ فوریه ۱۹۳۲   |
| ۲۸۸۰ | Nihondaira       | ۸ فوریه ۱۹۸۳    |
| ۲۸۸۱ | Meiden           | ۱۲ ژانویه ۱۹۸۳  |
| ۲۸۸۲ | Tedesco          | ۲۶ ژوئیه ۱۹۸۱   |
| ۲۸۸۳ | Barabashov       | ۱۳ سپتامبر ۱۹۷۸ |
| ۲۸۸۴ | Reddish          | ۲ مارس ۱۹۸۱     |
| ۲۸۸۵ | Palva            | ۷ اکتبر ۱۹۳۹    |
| ۲۸۸۶ | Tinkaping        | ۲۰ دسامبر ۱۹۶۵  |
| ۲۸۸۷ | Krinov           | ۲۲ اوت ۱۹۷۷     |
| ۲۸۸۸ | Hodgson          | ۱۳ اکتبر ۱۹۸۲   |
| ۲۸۸۹ | Brno             | ۱۷ نوامبر ۱۹۸۱  |
| ۲۸۹۰ | Vilyujsk         | ۲۶ سپتامبر ۱۹۷۸ |
| ۲۸۹۱ | McGetchin        | ۱۸ ژوئن ۱۹۸۰    |
| ۲۸۹۲ | Filipenko        | ۱۳ ژانویه ۱۹۸۳  |
| ۲۸۹۳ | Peiroos          | ۳۰ اوت ۱۹۷۵     |
| ۲۸۹۴ | Kakhovka         | ۲۷ سپتامبر ۱۹۷۸ |
| ۲۸۹۵ | Memnon           | ۱۰ ژانویه ۱۹۸۱  |
| ۲۸۹۶ | Preiss           | ۱۵ سپتامبر ۱۹۳۱ |
| ۲۸۹۶ | Preiss           | CK              |
| ۲۸۹۸ | Neuvo            | ۲۰ فوریه ۱۹۳۸   |
| ۲۸۹۸ | Neuvo            | TR۲             |
| ۲۸۹۸ | Neuvo            | AR              |
| ۲۹۰۱ | Bagehot          | ۲۷ فوریه ۱۹۷۳   |
| ۲۹۰۲ | Westerlund       | ۱۶ مارس ۱۹۸۰    |
| ۲۹۰۳ | Zhuhai           | ۲۳ اکتبر ۱۹۸۱   |
| ۲۹۰۴ | Millman          | ۲۰ دسامبر ۱۹۸۱  |
| ۲۹۰۵ | Plaskett         | ۲۴ ژانویه ۱۹۸۲  |
| ۲۹۰۶ | Caltech          | ۱۳ ژانویه ۱۹۸۳  |
| ۲۹۰۷ | Nekrasov         | ۳ اکتبر ۱۹۷۵    |
| ۲۹۰۸ | Shimoyama        | ۱۸ نوامبر ۱۹۸۱  |
| ۲۹۰۹ | Hoshi-no-ie      | ۹ مه ۱۹۸۳       |
| ۲۹۱۰ | Yoshkar-Ola      | ۱۱ اکتبر ۱۹۸۰   |
| ۲۹۱۱ | Miahelena        | ۸ آوریل ۱۹۳۸    |
| ۲۹۱۲ | Lapalma          | ۱۸ فوریه ۱۹۴۲   |
| ۲۹۱۳ | Horta            | ۱۲ اکتبر ۱۹۳۱   |
| ۲۹۱۴ | Glarnisch        | ۱۹ سپتامبر ۱۹۶۵ |
| ۲۹۱۵ | Moskvina         | ۲۲ اوت ۱۹۷۷     |
| ۲۹۱۶ | Voronveliya      | ۸ اوت ۱۹۷۸      |
| ۲۹۱۶ | Voronveliya      | RR              |
| ۲۹۱۸ | Salazar          | ۹ اکتبر ۱۹۸۰    |
| ۲۹۱۹ | Dali             | ۲ مارس ۱۹۸۱     |
| ۲۹۲۰ | Automedon        | ۳ مه ۱۹۸۱       |
| ۲۹۲۱ | Sophocles        | ۲۴ سپتامبر ۱۹۶۰ |
| ۲۹۲۲ | Dikanʹka         | ۱ آوریل ۱۹۷۶    |
| ۲۹۲۳ | Schuyler         | ۲۲ فوریه ۱۹۷۷   |
| ۲۹۲۴ | Mitake-mura      | ۱۸ فوریه ۱۹۷۷   |
| ۲۹۲۵ | Beatty           | ۷ نوامبر ۱۹۷۸   |
| ۲۹۲۶ | Caldeira         | ۲۲ مه ۱۹۸۰      |
| ۲۹۲۷ | Alamosa          | ۵ اکتبر ۱۹۸۱    |
| ۲۹۲۸ | Epstein          | ۵ آوریل ۱۹۷۶    |
| ۲۹۲۹ | Harris           | ۲۴ ژانویه ۱۹۸۲  |
| ۲۹۳۰ | Euripides        | ۲۴ سپتامبر ۱۹۶۰ |
| ۲۹۳۱ | Mayakovsky       | ۱۶ اکتبر ۱۹۶۹   |
| ۲۹۳۲ | Kempchinsky      | ۹ اکتبر ۱۹۸۰    |
| ۲۹۳۳ | Amber            | ۱۸ آوریل ۱۹۸۳   |
| ۲۹۳۴ | Aristophanes     | ۲۵ سپتامبر ۱۹۶۰ |
| ۲۹۳۵ | Naerum           | ۲۴ اکتبر ۱۹۷۶   |
| ۲۹۳۶ | Nechvile         | ۱۷ سپتامبر ۱۹۷۹ |
| ۲۹۳۷ | Gibbs            | ۱۴ ژوئن ۱۹۸۰    |
| ۲۹۳۸ | Hopi             | ۱۴ ژوئن ۱۹۸۰    |
| ۲۹۳۹ | Coconino         | ۲۱ فوریه ۱۹۸۲   |
| ۲۹۴۰ | Bacon            | ۲۴ سپتامبر ۱۹۶۰ |
| ۲۹۴۱ | Alden            | ۲۴ دسامبر ۱۹۳۰  |
| ۲۹۴۲ | Cordie           | ۲۹ ژانویه ۱۹۳۲  |
| ۲۹۴۳ | Heinrich         | ۲۵ اوت ۱۹۳۳     |
| ۲۹۴۴ | Peyo             | ۳۱ اوت ۱۹۳۵     |
| ۲۹۴۵ | Zanstra          | ۲۸ سپتامبر ۱۹۳۵ |
| ۲۹۴۶ | Muchachos        | ۱۵ اکتبر ۱۹۴۱   |
| ۲۹۴۷ | Kippenhahn       | ۲۲ اوت ۱۹۵۵     |
| ۲۹۴۸ | Amosov           | ۸ اکتبر ۱۹۶۹    |
| ۲۹۴۹ | Kaverznev        | ۹ اوت ۱۹۷۰      |
| ۲۹۵۰ | Rousseau         | ۹ نوامبر ۱۹۷۴   |
| ۲۹۵۱ | Perepadin        | ۱۳ سپتامبر ۱۹۷۷ |
| ۲۹۵۲ | Lilliputia       | ۲۲ سپتامبر ۱۹۷۹ |
| ۲۹۵۳ | Vysheslavia      | ۲۴ سپتامبر ۱۹۷۹ |
| ۲۹۵۴ | Delsemme         | ۳۰ ژانویه ۱۹۸۲  |
| ۲۹۵۵ | Newburn          | ۳۰ ژانویه ۱۹۸۲  |
| ۲۹۵۶ | Yeomans          | ۲۸ آوریل ۱۹۸۲   |
| ۲۹۵۷ | Tatsuo           | ۵ فوریه ۱۹۳۴    |
| ۲۹۵۸ | Arpetito         | ۲۸ فوریه ۱۹۸۱   |
| ۲۹۵۹ | Scholl           | ۴ سپتامبر ۱۹۸۳  |
| ۲۹۶۰ | Ohtaki           | ۱۸ فوریه ۱۹۷۷   |
| ۲۹۶۱ | Katsurahama      | ۷ دسامبر ۱۹۸۲   |
| ۲۹۶۲ | Otto             | ۲۸ دسامبر ۱۹۴۰  |
| ۲۹۶۲ | Otto             | VM۱             |
| ۲۹۶۴ | Jaschek          | ۱۶ ژوئیه ۱۹۷۴   |
| ۲۹۶۵ | Surikov          | ۱۸ ژانویه ۱۹۷۵  |
| ۲۹۶۶ | Korsunia         | ۱۳ مارس ۱۹۷۷    |
| ۲۹۶۷ | Vladisvyat       | ۱۹ سپتامبر ۱۹۷۷ |
| ۲۹۶۸ | Iliya            | ۳۱ اوت ۱۹۷۸     |
| ۲۹۶۹ | Mikula           | ۵ سپتامبر ۱۹۷۸  |
| ۲۹۷۰ | Pestalozzi       | ۲۷ اکتبر ۱۹۷۸   |
| ۲۹۷۱ | Mohr             | ۳۰ دسامبر ۱۹۸۰  |
| ۲۹۷۲ | Niilo            | ۷ اکتبر ۱۹۳۹    |
| ۲۹۷۳ | Paola            | ۱۰ ژانویه ۱۹۵۱  |
| ۲۹۷۴ | Holden           | ۲۳ اوت ۱۹۵۵     |
| ۲۹۷۵ | Spahr            | ۸ ژانویه ۱۹۷۰   |
| ۲۹۷۶ | Lautaro          | ۲۲ آوریل ۱۹۷۴   |
| ۲۹۷۷ | Chivilikhin      | ۱۹ سپتامبر ۱۹۷۴ |
| ۲۹۷۸ | Roudebush        | ۲۶ سپتامبر ۱۹۷۸ |
| ۲۹۷۹ | Murmansk         | ۲ اکتبر ۱۹۷۸    |
| ۲۹۸۰ | Cameron          | ۲ مارس ۱۹۸۱     |
| ۲۹۸۱ | Chagall          | ۲ مارس ۱۹۸۱     |
| ۲۹۸۲ | Muriel           | ۶ مه ۱۹۸۱       |
| ۲۹۸۳ | Poltava          | ۲ سپتامبر ۱۹۸۱  |
| ۲۹۸۴ | Chaucer          | ۳۰ دسامبر ۱۹۸۱  |
| ۲۹۸۵ | Shakespeare      | ۱۲ اکتبر ۱۹۸۳   |
| ۲۹۸۶ | Mrinalini        | ۲۴ سپتامبر ۱۹۶۰ |
| ۲۹۸۷ | Sarabhai         | ۲۴ سپتامبر ۱۹۶۰ |
| ۲۹۸۸ | Korhonen         | ۱ مارس ۱۹۴۳     |
| ۲۹۸۹ | Imago            | ۲۲ اکتبر ۱۹۷۶   |
| ۲۹۹۰ | Trimberger       | ۲ مارس ۱۹۸۱     |
| ۲۹۹۱ | Bilbo            | ۲۱ آوریل ۱۹۸۲   |
| ۲۹۹۲ | Vondel           | ۲۴ سپتامبر ۱۹۶۰ |
| ۲۹۹۳ | Wendy            | ۴ اوت ۱۹۷۰      |
| ۲۹۹۴ | Flynn            | ۱۴ اوت ۱۹۷۵     |
| ۲۹۹۵ | Taratuta         | ۳۱ اوت ۱۹۷۸     |
| ۲۹۹۶ | Bowman           | ۵ سپتامبر ۱۹۵۴  |
| ۲۹۹۷ | Cabrera          | ۱۷ ژوئن ۱۹۷۴    |
| ۲۹۹۸ | Berendeya        | ۳ اکتبر ۱۹۷۵    |
| ۲۹۹۹ | Dante            | ۶ فوریه ۱۹۸۱    |
| ۳۰۰۰ | Leonardo         | ۲ مارس ۱۹۸۱     |